# Велике Чекавіно
Велике Чека́віно (рос. Большое Чекавино) — присілок у складі Кічменгсько-Городецького району Вологодської області, Росія. Входить до складу Кічмензького сільського поселення.

## Населення
Населення — 52 особи (2010; 46 у 2002).
Національний склад (станом на 2002 рік):
- росіяни — 98 %